# 淺川昭一郎
淺川 昭一郎（あさかわしょういちろう、1943年 - ）は、北海道大学名誉教授。札幌市公園緑化協会理事長。札幌市都市計画審議会委員。
北海道大学大学院農学研究科園芸緑地学講座を担当。
著書に
『北のランドスケープ 保全と創造』（環境コミュニケーションズ 2007年）
『ランドスケープの新しい波』（メイプルプレス刊 1999年）など。
平成26年度第32回上原敬二賞受賞。2003年第25回日本公園緑地協会北村賞。